# Professeur Homer
Professeur Homer est le titre d'un épisode de la série télévisée d'animation Les Simpson. Il s'agit du dix-neuvième épisode de la vingt-huitième saison et du 615e épisode de la série. Il est diffusé pour la première fois le 2 avril 2017 aux États-Unis.

## Synopsis
Monsieur Burns ouvre sa propre université et embauche Homer en tant que professeur...

## Réception
Lors de sa première diffusion l'épisode a attiré 2,13 millions de téléspectateurs.